# Alex Gray (Eishockeyspieler)
Alexander Haim Gray (* 21. Juni 1899 in Glasgow, Schottland; † 10. April 1986) war ein britisch-kanadischer Eishockeyspieler, der im Verlauf seiner aktiven Karriere zwischen 1922 und 1933 unter anderem 63 Spiele für die New York Rangers und Toronto Maple Leafs in der National Hockey League auf der Position des rechten Flügelstürmers bestritten hat. In Diensten der New York Rangers, für die er seine einzige komplette NHL-Spielzeit bestritt, gewann Gray im Jahr 1928 den Stanley Cup.

## Karriere
Gray, der im schottischen Glasgow geboren wurde und in Thunder Bay in der kanadischen Provinz Ontario aufwuchs, gelangte über die Port Arthur Ports aus der Thunder Bay Senior Hockey League in den Profibereich. In Diensten der Ports wurde der Flügelstürmer im August 1926 von den New York Rangers aus der National Hockey League als Free Agent unter Vertrag genommen, nachdem er das Team in den Jahren 1925 und 1926 jeweils zum Gewinn des Allan Cups geführt hatte. Zur Saison 1927/28 holten sie den gebürtigen Schotten in den NHL-Kader, wo er an der Seite von Murray Murdoch und Paul Thompson 43 der 44 Saisonspiele absolvierte. Dabei erzielte er sieben Tore und kam ebenso in allen neun Spielen der Stanley-Cup-Playoffs 1928 zum Einsatz. An deren Ende gewann Gray mit den Rangers, die damit das erste US-amerikanische Siegerteam waren, den Stanley Cup.
Nur zwei Tage nach dem Erfolg wurde der Angreifer im April 1928 im Tausch für Butch Keeling an die Toronto Maple Leafs abgegeben. Dort absolvierte er in der Spielzeit 1928/29 bis Ende November 1928 weitere sieben NHL-Spiele, ehe er an den Stadtrivalen Toronto Ravinas aus der Canadian Professional Hockey League verkauft wurde. Nachdem er die Saison bei den Ravinas beendet hatte, kehrte er noch einmal für vier Spiele in den Stanley-Cup-Playoffs 1929 zu den Toronto Maple Leafs zurück. Gray wechselte aber dann mit einem Großteil der Mannschaft der Toronto Ravinas zu den neu gegründeten Cleveland Indians in die ebenfalls neu gegründete International Hockey League. Mit den Indians gewann Gray in der Premierensaison der Liga die Meisterschaft. Insgesamt bildete er über vier Spielzeiten eine wichtige Stütze des Teams.
Nach der Saison 1932/33 beendete Gray 34-jährig seine aktive Karriere. Er verstarb im April 1986 im Alter von 86 Jahren.

## Erfolge und Auszeichnungen
- 1925 Allan-Cup-Gewinn mit den Port Arthur Ports
- 1926 Allan-Cup-Gewinn mit den Port Arthur Ports
- 1928 Stanley-Cup-Gewinn mit den New York Rangers
- 1930 Meisterschaft der IHL mit den Cleveland Indians